# Ten Inch Hero
Ten Inch Hero is een Amerikaanse onafhankelijke romantische komedie uit 2007 geregisseerd door David Mackay en met Elisabeth Harnois, Danneel Ackles, en Clea DuVall in de hoofdrollen.

## Verhaal
De jonge kunststudente Piper trekt naar Santa Cruz om haar dochtertje, dat ze acht jaar eerder ter adoptie had opgegeven, terug te vinden. Eenmaal ter plaatse krijgt ze een baantje in de broodjeszaak van Trucker, een oorlogsveteraan die er een hippielevensstijl op na houdt en verliefd is op de mysterieuze eigenares van de winkel aan de overkant van de straat. Ze raakt er bevriend met haar collegas Trish, de lokale schone die wekelijks van vriendje lijkt te wisselen, Jen, die onzeker is over haar uiterlijk en daarom niet wil afspreken met haar internetvriend, en Priestley, een punker die stiekem verliefd is op Trish. Ze komt in contact met haar dochter Julia en diens vader Noah, die haar aanneemt als kinderoppas.
Jen wordt aangespoord eindelijk af te spreken met haar internetvriend, maar als het zover is durft ze niet. Trish' oppervlakkige vriendje probeert haar dan weer tot een trio te bewegen en wordt gewelddadig als ze weigert. Ze proberen haar in te prenten dat ze beter een lieve jongen zou zoeken. Hun baas Trucker raapt eindelijk de moed bij elkaar om Zo, die hij al van school vroeger kent, uit te vragen.
Noah vertelt Piper over zijn ex-vrouw die aan een post-partumdepressie leed en Julia mishandelde. Ze mag Julia niet meer zien tot die achttien is. Piper beseft daardoor dat Noah Julias echte vader is en dat zij daardoor niet haar moeder kan zijn.
Uiteindelijk loopt het voor allen goed af. Priestley regelt een afspraak met Jens internetvriend die naar de winkel komt en haar mooi noemt. Priestley vind zichzelf opnieuw uit en durft eindelijk Trish uit te vragen en Trish gaat akkoord. Noah vergeeft Pipers leugens en vraagt haar deel te worden van zijn gezin, waar ze op in gaat. Uiteindelijk bevinden de vier stelletjes zich op het strand, waar Trucker en Zo een soort ceremonie houden voor hun samenzijn.

## Rolverdeling
| Acteur               | Personage       | Opmerkingen                                                             |
| -------------------- | --------------- | ----------------------------------------------------------------------- |
| Elisabeth Harnois    | Piper           | Protagonist                                                             |
| Danneel Ackles       | Trish           | Pipers promiscuise collega                                              |
| Clea DuVall          | Jen             | Pipers onzekere collega                                                 |
| Jensen Ackles        | Priestly (Boaz) | Pipers punkercollega                                                    |
| John Doe             | Trucker         | Eigenaar van de broodjeszaak.                                           |
| Adair Tishler        | Julia           | Pipers vermeende dochtertje                                             |
| Sean Patrick Flanery | Noah            | Julias vader                                                            |
| Sean Wing            | Tadd            | Trish' vriendje                                                         |
| Alice Krige          | Zo              | Eigenares van de winkel aan de overkant op wie Trucker een oogje heeft. |
| Jordan Belfi         | Jeff            | Fuzzy22; Jens internetvriend                                            |
| Peter Dennis         | Mr. Julius      | Vaste klant                                                             |
| Judith Drake         | Lucille         | Vaste klant                                                             |
| Matt Barr            | Brad            | Tadds vriend en huisgenoot                                              |